# Aspalathus lanceicarpa
Aspalathus lanceicarpa är en ärtväxtart som beskrevs av Rolf Martin Theodor Dahlgren. Aspalathus lanceicarpa ingår i släktet Aspalathus och familjen ärtväxter. Inga underarter finns listade i Catalogue of Life.